# كين روبنسون (لاعب هوكي الحقل)
كين روبنسون (بالإنجليزية: Ken Robinson) هو لاعب هوكي الحقل نيوزيلندي، ولد في 16 نوفمبر 1971.